# Spalax nehringi
Spalax nehringi es una especie de roedor de la familia Spalacidae.

## Distribución geográfica
Se encuentra en Armenia,  Georgia, y Turquía.